# Equator IRC
EQUATOR é uma Colaboração de Pesquisa Interdisciplinar (IRC) que se concentra na integração da interação física e digital. Este IRC reúne pesquisadores de oito instituições diferentes e uma variedade de disciplinas que abordam as questões técnicas, sociais e de design no desenvolvimento de novas inter-relações entre o físico e o digital. As áreas de atividade incluem experiência, cidade, desempenho em toda a cidade, cuidado digital, jogos digitais, ambiente doméstico, ciência eletrônica e jogos.